# Стефан Младенов
Стефан Младенов Младенов е български езиковед и диалектолог, специалист по индоевропейско езикознание, славистика, балканистика, българистика и учен със световна известност и авторитет, академик.

## Биография
Роден е на 15 декември 1880 г стар стил (27 декември 1880 г. нов стил) във Видин. Баща му е казанджия. Завършва класическия отдел на гимназията във Видин. Още в гимназията се проявява неговата дарба да усвоява леко чужди езици. След завършването ѝ свободно владее немски, усвоява добре френски и започва да учи английски език. По това време (1902 г.) превежда на български език две драми на Хенрик Ибсен. След конкурс печели стипендия и следва славянска филология в Софийския университет (1898 – 1902 г.). Изучава главно славянски езици, без да изоставя заниманията си с други езици. Задълбочените му занимания солидно предпоставят по-късните му изяви на учен с широки познания по всички класически и нови филологии.
През 1902 – 1903 г. е учител в Шуменското педагогическо училище и в Първа софийска мъжка гимназия. През 1903 – 1904 г. специализира във Виена при Ватрослав Ягич, Константин Иречек, Паул Кречмер и други, а след това – в Петербург и Прага (1904 – 1905) при Ян Бодуен де Куртене, Алексей Соболевски, Пьотър Лавров, Валтер Булич, Любор Нидерле и други. В Пражкия университет Стефан Младенов защитава докторската си дисертация „За промените на граматическия род в славянските езици“.
В периода 1906 – 1910 г. Стефан Младенов е учител във Втора мъжка гимназия в София и в Софийската духовна семинария, а от 1910 г. работи в Софийския университет като доцент, извънреден (от 1916 г.) и редовен професор (от 1921 г.) През 1911 – 1912 г. специализира в Париж и Мюнхен. По време на Балканската и Междусъюзническата война неговите бойни другари от фронтовете го помнят в окопите с тефтерчето, с което учел турски език.
През 1916 г., по време на Първата световна война, е поканен, съдейства и взима участие в Научната експедиция в Македония и Поморавието. През 1921 г. е избран за титуляр на катедрата по общо, сравнително и индоевропейско езикознание при Софийския университет. През 1929 г. получава званието академик. Знаел е безупречно 18 езика, а е ползвал общо 27. Благодарение на труда и настойчивостта си той овладява не само всички славянски езици, но и старогръцки, новогръцки, латински, староиндийски, староарменски, староперсийски, арабски, турски, норвежки, шведски, датски, литовски, фински, албански, унгарски, румънски, без да се броят известните му и разпространени италиански, испански и португалски.
През 1918 г. Стефан Младенов е избран за член-кореспондент на БАН. През 1929 г. Стефан Младенов е избран за член-кореспондент на Академията на науките на СССР, с което става единствения български учен, получил това признание преди преврата от 9 септември 1944 г. Едновременно с това Младенов е избран и за член на Полската академия на науките, на „Словенския устав“ в Прага и на Кингс Колидж (Лондон). От 1942 г. Стефан Младенов е член-кореспондент и на Германската академия на науките.
Стефан Младенов е учен и езиковед от световна величина, с широка международна известност. Индоевропейското и сравнително езикознание намират в негово лице буден и хладен ум с тънък и проникновен усет за открития. Етимологиите на Младенов отдавна са възприети от учените в целия свят. Изследванията с достиженията му в областта на научното и сравнително езикознание винаги са служели за пример за това как ученият трябва да се интересува от установяване на обективната истина в езиковото развитие, вън от всякакви конюнктурно-политически цели.
Умира на 1 май 1963 г.

## Преподавателска дейност
До 1910 г. Стефан Младенов е последователно учител в Шуменското педагогическо училище, Първа софийска мъжка гимназия и прочутата Втора мъжка гимназия в столицата. Същата година е избран за доцент в катедрата за история на българския език при Софийския университет, тогава ръководена от известния български учен проф. Беньо Цонев.
Преподавателската дейност на Младенов е твърде разнообразна. Чете основно лекции или семинарни курсове по:
- история на българския език,
- българска диалектология,
- български синтаксис,
- български литературен език,
- българска етимология,
- общо езикознание,
- увод в индоевропейската граматика,
- словообразуване в индоевропейските езици.

Стефан Младенов подготвя и чете и специални лекции като:
- староиндийски език
- готски език и старовисоконемски език
- морфология на гръцкия език
- полски език
- чешки език

## Научна дейност
Стефан Младенов има над 1000 научни публикации. За негови трудове излизат над 140 рецензии и отзиви от целия свят. Автор е на над 150 статии и бележки по въпросите на българския правопис. Основно в списание „Родна реч“ излизат около 300 негови статии и бележки за необходимостта да бъде опазено богатството и чистотата на българския език и срещу ненужната употреба на чуждици.
Докторската дисертация на Стефан Младенов от Пражкия университет е озаглавена „За промените на граматическия род в славянските езици“. Впоследствие излиза студията му „Старите германски елементи в славянските езици“, която е високо оценена от всички видни слависти и индоевропеисти от онова време, като Соболевски, Булаховски, Мейе, Илински, Брюкнер и други. Младенов публикува в българския научен периодичен печат и списания редица статии за историята, етимологията и диалектологията на българския и другите славянски езици. Негови изследвания излизат в началото на XX век в много чужди специализирани езиковедски издания, предимно руски, полски и немски.
Интересът на Стефан Младенов към българската диалектология не секва през целия му живот. Освен многобройните проучвания на местните говори, Стефан Младенов до 1916 г. публикува три студии за моравския говор. В тях той застъпва тезата за българския характер на тези говори. След Първата световна война полемизира по страниците на научния печат със сръбските учени, и в частност с Александър Белич, отстоявайки позицията, че тези говори са част от българската езикова територия. Пак по това време разглежда в редица свои статии въпроси по сравнителното езикознание между индоевропейските езици, като албански, персийски, литовски, арменски и други.
Със значителен принос към българската лексикография е съвместната му работа с Александър Теодоров-Балан, Стоян Аргиров и Беньо Цонев върху голям български тълковен речник. След смъртта на съавторите му, Стефан Младенов продължава работата сам, като приживе издава първия том (от А до К) на „Български тълковен речник на съвременния народен и книжовен език“.
През 1929 година на немски език излиза „История на българския език“ от Стефан Младенов. С този труд Младенов добива световна известност, като на книгата са посветени десетки рецензии от най-видните езиковеди по това време – Григорий Илински, Тадеуш Лер-Сплавински, Степан Кулбакин, Евфимий Карски, Антоан Мейе, Милош Вайнгард и други. Именно този капитален труд разкрива капацитета на Стефан Младенов като езиковед от световна величина.
През 1936 година излиза друг значителен труд на Стефан Младенов – „Граматика на българския език“. Граматиката е с теоретическо и практическо значение, като са използвани и широко данни на сравнителноисторическата граматика. През 1941 г. е издаден „Етимологически и правописен речник на българския език“ в 724 страници. Речникът е отражение на интересите на Стефан Младенов към етимологията на българския език, славянските езици и всички останали индоевропейски езици.
Стефан Младенов най-усърдно популяризира и въпросите на езиковата култура в България. За тази цел той съосновава заедно със Стефан Василев научно-популярното списание „Родна реч“, като го и списва. Списанието излиза от 1927 до 1944 г. „Родна реч“ ратува за по-висока езикова култура и опазване чистотата на българския език.
Стефан Младенов е един от най-желаните участници в световните лингвистични форуми от първата половина на XX век. Изключително негова заслуга, в съответствие с научната коректност, е налагането в (и възприемането от) световната научна общност на наименованието старобългарски език за първия писмен славянски език. До края на научния си и земен път той никога не е споделял или приемал тези за самостоятелното съществуване на т.нар. „македонски“, „торлашки“ и пр. езици. Като учен винаги се е застъпвал за и е отстоявал целостта на българската езикова територия. Член е на Македонския научен институт.

## Памет
На академик Стефан Младенов е наречена улица в квартал „Студентски град“ в София (Карта).

### Монографии
- Съвременният български книжовен език и народните ни говори. С, 1943. 67 с. (Библ. Бълг. кн. №5).
- Увод по всеобщо езикознание. 2. доп. изд. С., Унив. печ., 1943. VII, 284 с. (Унив. библ. №276).
- История на българския език. Прев. и ред. И. Дуриданов от нем. изд. 1929. С., БАН, 1979. 412 с.

### Студии
- За пограничните говори в Източна Сърбия. 1904 г.
- Сръбски или български се говори между Искър и Морава. 1908 г.
- К вопросу о границе между болгарским и сербским языком. Руский филологический вестник. 1914 г.
- Принос към изучаване на българските говори в Източна и Западна Тракия. 1935 г. 200 стр.
- Първобългарско, а не печенежко е т. нар. Атилово златно съкровище от Наги-Сент-Миклош // Годишник на Соф. унив. Историко-филолог. фак. XXXI, 5. 1935
- Единство на българските народни говори.
- Значението на семантичните успоредици в индоевропейското езикознание.
- Български културни думи от старинен индоевропейски произход.
- Обяснение на няколко български думи, означаващи мъчителни душевни състояния.
- Из историята на по-малко известни български думи.
- Из славянската етимология.
- За някои италиански и латински думи в българския език.
- Две антични имена на реки в българските земи (Осъм и Нишава).
- Вода и безводие в българските и особено в западнобългарските имена на планини.
- Имена на седем български столнини.
- Последни възражения против старобългарското име на Кирило-Методиевия език.
- Старобългарски език в днешните наши народни говори.
- Езикът на светите братя Кирил и Методий и днешният български език.
- Луи Леже и въпросът за македонските говори.
- Българската реч в Солун и Солунско.
- Охрид и българската реч.
- Западнобългарско вишел – вишъл, вм. видел.

### Учебници, наръчници и помагала
- Увод во всеобщото езикознание. 1943 г. 292 стр.
- кратка История на българския език. 1935 г.
- Сравнително индоевропейско езикознание. 1936 г. 504 стр.
- Речник на чуждите думи в българския език (като помагало). 1923 г.

### Речници
- Младенов, Стефан. Етимологически и правописен речник на българския книжовен език. Книгоиздателство Христо Г. Данов – О. О. Д-во: София, 1941, 704 с.
- Речник на чуждите думи в българския език. С обяснение на потекло и състав. 2. доп. изд. С., 1943. 640 с. 3. знач. доп. и разш. над. 1947.
- Български тълковен речник. С оглед към нар. говори. Т. 1. А-К. С., Печ. Д. Стефанов, 1951. 1126 с. (Съавт.: А. Теодоров-Балан).

## Награди и отличия
Носител е на Димитровска награда.